# Rashad Khalifa
Rashad Khalifa, egipčansko-ameriški biokemik, * 19. november 1935, † 31. januar 1990. Bil je tesno povezan z United Submitters International (USI), veja koranizma. Njegovim naukom so nasprotovali tradicionalistični muslimani. Ubit je bil 31. januarja 1990.